# متپک
متپک (به اسپانیایی: Metepec) از شهرهای کشور مکزیک است که در ایالت مخیکو قرار دارد و جمعیت آن طبق سرشماری سال ۲۰۱۰ میلادی ۲۸٬۲۰۵ نفر بوده‌است.